# Docteur Koh
 (juillet 2025).
Si vous disposez d'ouvrages ou d'articles de référence ou si vous connaissez des sites web de qualité traitant du thème abordé ici, merci de compléter l'article en donnant les références utiles à sa vérifiabilité et en les liant à la section « Notes et références ».
Docteur Koh (ドクター汞 dokutā kou) est un manga de Junichi Nojo, publié en français aux éditions Casterman en deux volumes,.

## Résumé de l'histoire
Le docteur Koh (mercure) n'apparaît que dans les cas critiques, et uniquement s'il y a des nuages ou s'il pleut, jamais lorsqu'il fait beau. Personne ne sait comment le contacter, sauf une infirmière d'un hôpital, et nul ne connaît son vrai nom.